# Нандес, Найтан
Найта́н Миче́ль На́ндес Ако́ста (исп. Nahitan Michel Nández Acosta; род. 28 декабря 1995, Пунта-дель-Эсте, Уругвай) — уругвайский футболист, атакующий полузащитник клуба «Аль-Кадисия» и сборной Уругвая. Участник чемпионата мира 2018 года.

## Клубная карьера

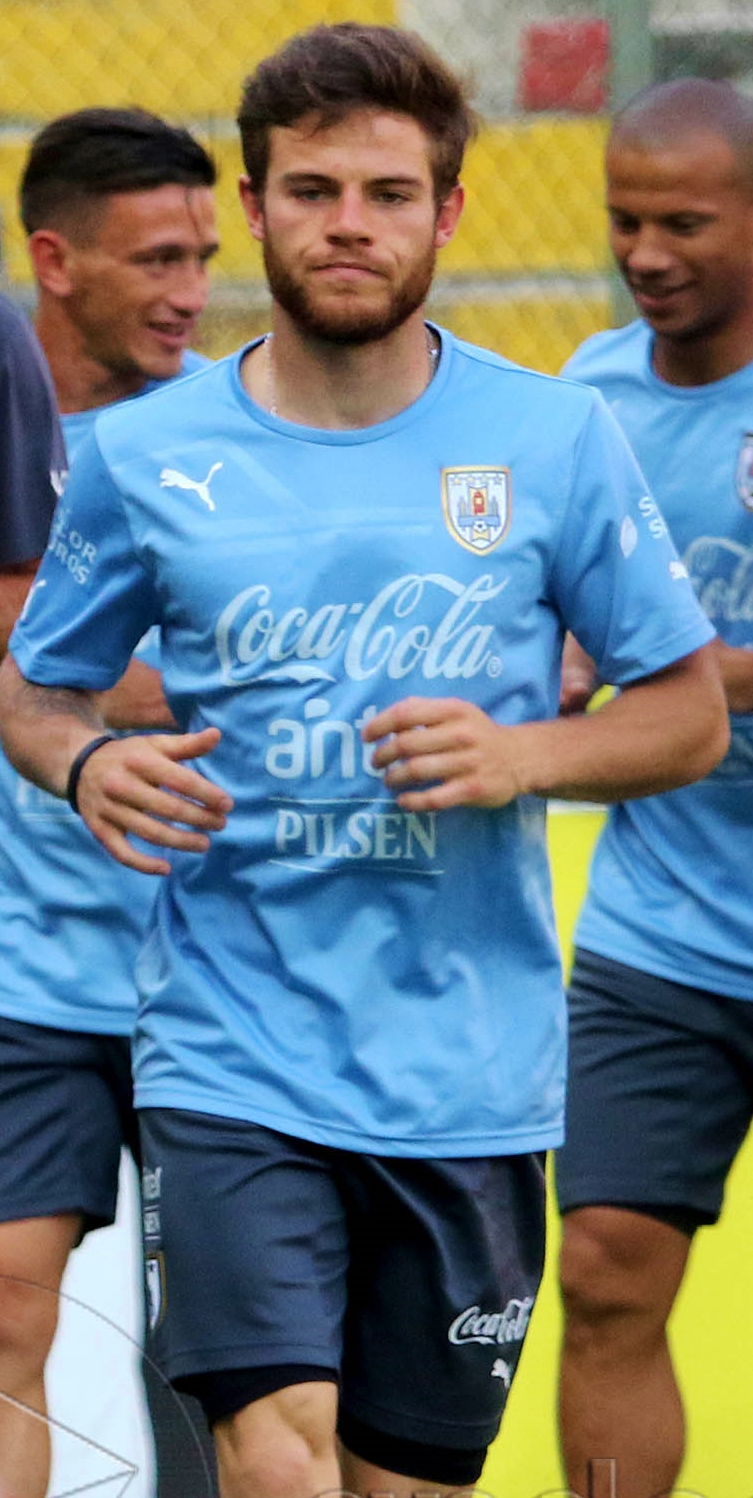
Нандес на тренировке сборной Уругвая

Нандес — воспитанник клуба «Пеньяроль». 1 марта 2014 года в матче против «Данубио» он дебютировал в уругвайской Примере. В том же сезоне Нандес помог команде завоевать серебряные медали чемпионата. 14 сентября 2015 года в поединке против «Суд Америки» Найтан забил свой первый гол за новую команду.
После завоевания титула чемпиона Уругвая в 2016 году Найтан покинул «Пеньяроль». В конце сезона Нандес потерял статус игрока основного состава в клубе, не попал в заявку сборной на Кубок Америки, и по состоянию на начало августа 2016 года продолжал искать новую команду. В августе Нандес принял решение остаться в «Пеньяроле».
Летом 2017 года Нандес перешёл в аргентинский «Бока Хуниорс». В матче против «Лануса» он дебютировал в аргентинской Примере. 17 сентября в поединке против «Годой-Крус» Найтан забил свой первый гол за «Бока Хуниорс».

## Международная карьера
В начале 2015 года Нандес в составе молодёжной сборной Уругвая стал бронзовым призёром домашнего молодёжном чемпионате Южной Америки. На турнире он сыграл в матчах против команд Чили, Перу, Парагвая, Аргентины, дважды Колумбии и Бразилии.
Летом того же года Найтан принял участие в молодёжном чемпионате мира в Новой Зеландии. На турнире он сыграл в матчах против сборных Сербии, Мексики, Мали и Бразилии.
9 сентября того же года в товарищеском матче против сборной Коста-Рики Нандес дебютировал за сборную Уругвая, заменив во втором тайме Диего Ролана.
В 2018 году Нандес принял участие в чемпионате мира в России. На турнире он сыграл в матчах против команд Египта, Саудовской Аравии, России, Португалии и Франции.
Нандес был включён в состав сборной на Кубок Америки 2021.

## Достижения
Командные
 «Пеньяроль»
- Чемпионат Уругвая (1): 2015/16

 «Бока Хуниорс»
- Чемпионат Аргентины (1): 2017/18

Международные
 Уругвай (до 20)
- Молодёжный чемпионат Южной Америки (1): 2015